# کارلوس استرادا
کارلوس استرادا (اسپانیایی: Carlos Estrada‎؛ زادهٔ ۱ نوامبر ۱۹۶۱) بازیکن فوتبال اهل کلمبیا بود.
از باشگاه‌هایی که در آن بازی کرده‌است می‌توان به باشگاه ورزشی دیپورتیوو کالی اشاره کرد.
وی همچنین در تیم ملی فوتبال کلمبیا بازی کرده‌است.